# Poppea subrugosa
Poppea subrugosa är en insektsart som beskrevs av Fowler. Poppea subrugosa ingår i släktet Poppea och familjen hornstritar. Inga underarter finns listade i Catalogue of Life.